# Půlpecen
Půlpecen (deutsch Pulpetzen) ist ein Ortsteil der Gemeinde Chrastavec in Tschechien. Er liegt neun Kilometer nördlich von Letovice und gehört zum Okres Svitavy.

## Geographie
Půlpecen befindet sich am nordöstlichen Fuße der Böhmisch-Mährischen Höhe. Das Dorf erstreckt sich unterhalb der Padělky (533 m) auf einer Länge von einem Kilometer am rechten Ufer der Svitava. Östlich erhebt sich der Na Vrších (Bartaberg, 547 m) und im Südosten die Budina (542 m). Gegen Süden liegt der Wald Rohles. Am gegenüberliegenden Flussufer verläuft die Bahnstrecke Česká Třebová–Brno und die Staatsstraße I/43/E 461. Nächste Bahnstation ist Moravská Chrastová.
Půlpecen lag unmittelbar an der historischen Landesgrenze Böhmens, im Osten und Süden befand sich mährisches Gebiet.
Nachbarorte sind Brněnec und Moravská Chrastová im Norden, Horákova Lhota im Nordosten, Chrastová Lhota im Osten, Rozhraní im Südosten, Bradlné im Süden, Študlov im Südwesten, Chrastavec im Westen sowie Nová Amerika und Bělá nad Svitavou im Nordwesten.

## Geschichte
Půlpecen entstand um eine der Herrschaft Svojanov gehörige Eisenhütte. Bei der Teilung der Herrschaft zwischen den beiden Söhnen Václav Žehušickýs wurde das Dorf 1557 Teil der Jan Žehušický von Nestajov gehörigen Herrschaft Bystré. Später erwarb Simon Kratzer von Schönsberg das Gut Deutsch Bielau mit den Dörfern Deutsch Bielau, Vítějeves, Chrastavec, Brněnec, Půlpecen und Zářečí und errichtete daraus die Herrschaft Deutsch Bielau. 1629 verkaufte Kratzer die Herrschaft für 28.000 Rheinische Gulden an Otto Melander von Schwarzenthal. Melander veräußerte den Besitz später an den Erbherrn von Křetín, Jacub Cappaun. Dieser brachte nach dem Dreißigjährigen Krieg bis 1651 sämtliche seiner Untertanen wieder zum Katholizismus zurück. 1656 verkaufte Marie Elisabeth Egs die Herrschaften an Johann Walderode von Eckhausen. Dieser ließ sie 1670 durch Kaiser Leopold I. als Familienfideikommiss bestätigen. Johann Paul Leopold Graf Walderode kaufte 1686 noch die Herrschaft Bystré hinzu, die aber nicht an den Fideikommiss angeschlossen wurde. Um die Bewirtschaftung seiner Güter kümmerte sich Graf Walderode nicht im Geringsten; währenddessen wirtschaftete der von ihm in Bystré zur Verwaltung des Besitzes eingesetzte Hauptmann Antonín Tyderle die sechs Herrschaften Řepín, Bystré, Deutsch Bielau, Křetín, Újezd und Vysoká Libeň nieder. Der überschuldete Graf Walderode fiel darauf beim Kaiser in Ungnade, ließ seine Güter liegen und trat 1694 in das Znaimer Kloster ein, wo er 1698 ohne direkte Nachkommen verstarb. Der danach amtlich in Bystré eingesetzte Verwalter Georg Reichard erfüllte seine Aufgaben ebenfalls nicht. 1703 wurde nach einer Vielzahl von Beschwerden die Zwangsverwaltung aufgehoben und Reichard verhaftet. Die Herrschaft Bystré wurde für 234.000 Gulden versteigert und der Fideikommiss Deutsch Bielau an Johann Podiwin Graf Walderode übergeben. Nach dem Erlöschen des Hauses Walderode fiel der Besitz den Grafen Desfours zu. 1808 verkaufte Joseph Graf von Desfours-Walderode den Fideikommiss für 125.000 Gulden an Emanuel Freiherr von Bartenstein. Bis zur Mitte des 19. Jahrhunderts blieb Půlpecen immer der Herrschaft Deutsch Biela untertänig.
Nach der Aufhebung der Patrimonialherrschaften bildete Polopeceň ab 1850 einen Ortsteil der Gemeinde Vítějeves in der Bezirkshauptmannschaft Polička. 1863 erfolgte nach einem Konkurs der Ausverkauf der herrschaftlichen Güter an die Gläubiger. 1880 entstand die Gemeinde Chrastavec mit dem Ortsteil Pulpecen bzw. Polopec. Die Besitzrechte am Fideikommiss gingen 1884 an den k. k. Privatfond, der die Herrschaft zuvor ersteigert hatte. 1890 bestand in Pulpecen eine Wassermühle. Das Dorf hatte 58 Einwohner; davon waren 51 Tschechen und sieben Deutsche. Pfarrort war Deutsch Bielau. Seit Beginn des 20. Jahrhunderts wurde das Dorf als Půlpecen/Pulpetzen bezeichnet. 1911 entstand die repräsentative Villa der Besitzer des Textilunternehmens Aron und Jakob Löw-Beer Söhne. 1930 hatte Půlpecen 140 Einwohner, die größtenteils der tschechischen Volksgruppe angehörten. Nach dem Münchner Abkommen wurde Pulpetzen im Jahre 1938 von Chrastavec abgetrennt und dem Deutschen Reich zugeschlagen. Zwischen 1939 und 1945 gehörte Pulpetzen als Ortsteil von Mährisch Chrostau zum Landkreis Zwittau. Nach dem Ende des Zweiten Weltkrieges kam Půlpecen wieder als Ortsteil zu Chrastavec zurück. 1950 wurde das Dorf dem Okres Svitavy zugeordnet. 1991 hatte Půlpecen 129 Einwohner. Im Jahre 2001 bestand das Dorf aus 30 Häusern, in denen 130 Menschen lebten.

## Sehenswürdigkeiten
- Villa der Textilfabrikanten Löw-Beer, am Ortseingang, erbaut 1911–1913
- ehemalige Wassermühle mit Wasserkraftwerk und Sägewerk; der Mühlgraben wurde in den Jahren 2006 bis 2006 verfüllt
- Trinkwasserbrunnen
- Kruzifixe

## Persönlichkeiten
- Hanuš Ettl (1931–1997), der Botaniker und Algenforscher lebte zuletzt in Půlpecen